# Enver Hoxha
Enver Halil Hoxha (Gjirokastër, 16 de outubro de 1908 – Tirana, 11 de abril de 1985) foi primeiro chefe do governo socialista da República Popular Socialista da Albânia, ao qual serviu por quatro décadas. Hoxha foi professor no liceu francês de Korcë até a invasão da Albânia pela Itália em 1939, quando foi demitido por recusar-se a ingressar no recém-formado Partido Fascista da Albânia. Abriu, então, uma tabacaria em Tirana, que logo tornou-se o centro de uma célula comunista e em 1941, Hoxha, junto com outros militantes, fundou o Partido Comunista da Albânia que posteriormente adotou a denominação de Partido do Trabalho da Albânia. Foi nomeado Secretário do Comitê Central do Partido e Comissário do Exército de Libertação Nacional, que combateu o Exército Alemão, os fascistas e as forças feudais da Albânia. De 1944 até 1954 foi primeiro-ministro da Albânia, tendo ocupado mais tarde outros cargos no governo, mas como Secretário do Comitê Central do Partido do Trabalho da Albânia, deteve efetivamente o controle sobre o governo até a sua morte.
O governo de Enver Hoxha realizou reformas para modernizar a economia e alcançou resultados significativos nos domínios da industrialização, desenvolvimento agrícola, educação, artes e cultura, o que contribuiu para um aumento geral do nível de vida. Contudo, a Albânia foi o único país comunista da Europa de Leste a rejeitar a desestatização. As actividades religiosas foram proibidas no final da década de 1960.
A liderança de Hoxha foi caracterizada pelo isolacionismo e sua adesão firme e manifesta ao marxismo-leninismo antirrevisionista da metade da década de 1970 em diante. Após sua ruptura com o maoísmo no fim da década de 1970 e início da década de 1980, numerosos partidos maoístas se declararam hoxhaístas. A Conferência Internacional dos Partidos e Organizações Marxistas-Leninistas (Unidade e Luta) é a mais conhecida coligação de tais partidos hoje em dia.

## Biografia

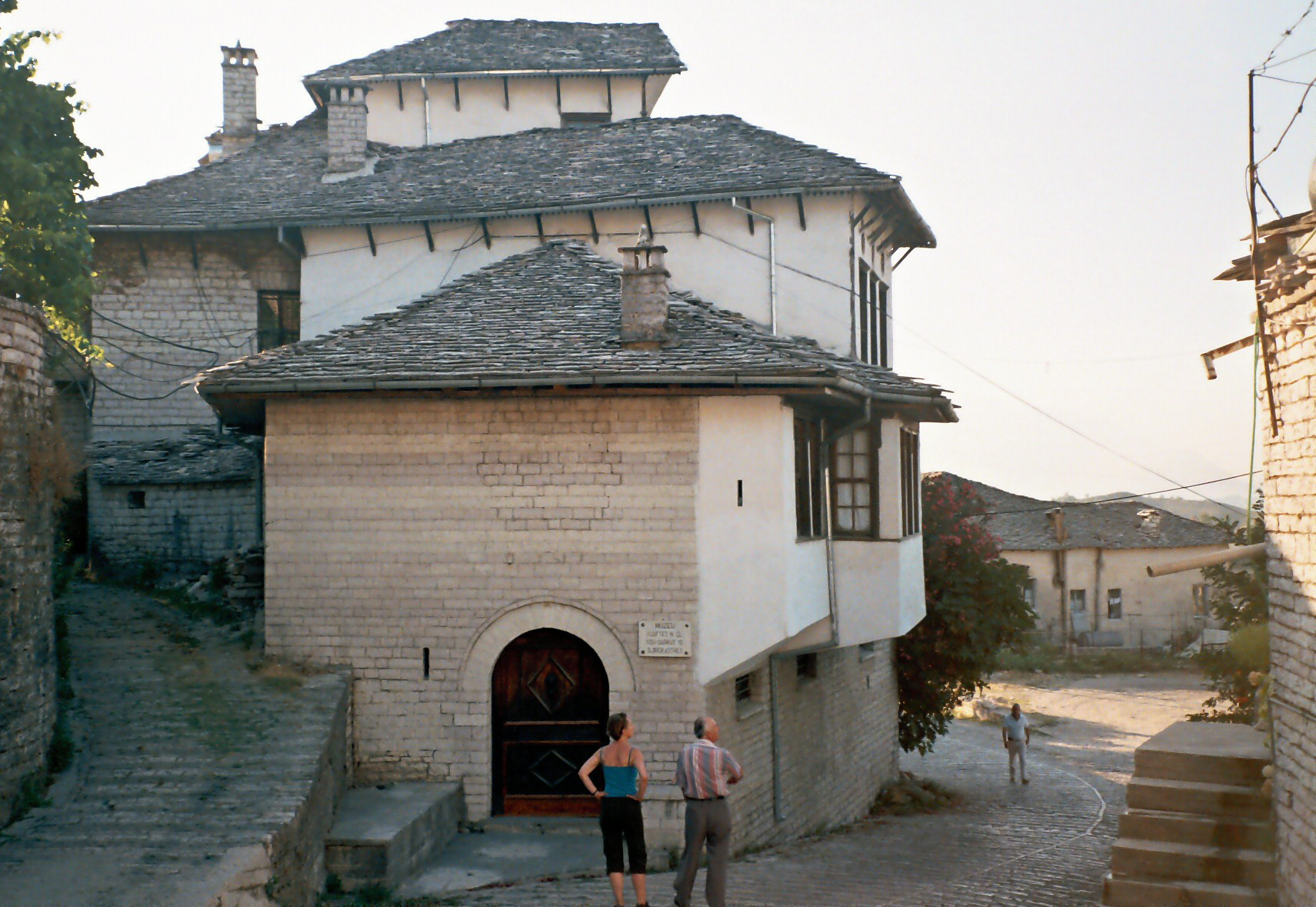
Casa onde Hoxha foi criado, em Gjirokastër

Enver Hoxha (pronuncia-se: ɛnˈvɛɾ ˈhɔdʒa) nasceu em Ergiri, hoje denominada como Gjirokastër, uma cidade no sul da Albânia que abrigou muitas famílias importantes. Era filho do comerciante de roupas Tosk Bektashi que viajou pela Europa e pelos Estados Unidos. Aos 16 anos de idade ajudou a fundar e se tornou secretário da Sociedade dos Estudantes de Gjirokastër, que protestava contra o governo monarquista. Após a Sociedade ter sido banida pelo governo, deixou sua cidade e se mudou para Korçë, dando continuação a seus estudos em uma escola de francês. Lá, aprendeu sobre história, literatura e filosofia francesas. Nesta cidade, lê pela primeira vez o Manifesto Comunista. Enver tomou estas ideias para si com uma grande intensidade, especialmente depois que o Rei Zog subiu ao poder, em 1928.
Em 1930, Hoxha foi estudar na Universidade de Montpellier, na França, por meio de uma bolsa de estudos do Estado, concedida a ele pela rainha-mãe para o curso de ciências naturais. Compareceu às aulas e conferências da Associação de Trabalhadores, organizadas pelo Partido Comunista Francês, mas logo deixou de frequentá-las porque desejava se formar em direito ou em filosofia. Após um ano, sem muito interesse por biologia, deixou Montpellier em direção a Paris, com o objetivo de continuar seus estudos universitários. Cursou filosofia na Sorbonne e (no ambiente marxista da capital francesa), colaborou com L’Humanité, escrevendo artigos sobre a situação na Albânia sob o pseudônimo de “Lulo Malësori”. Também se envolveu com o Grupo Comunista Albanês sob a tutelagem de Llazar Fundo, que também lhe dava aulas de direito. Logo abandonou os estudos novamente e, de 1934 a 1936 foi secretário no consulado albanês em Bruxelas, ligado ao escritório pessoal da rainha-mãe Sadijé. Ele foi demitido após o cônsul ter descoberto que seu funcionário guardava materiais e livros marxistas em seu escritório. Voltou à Albânia e se tornou um professor de gramática em Korçë. Em consequência de sua extensa educação, Hoxha era fluente em francês e tinha conhecimento profundo do italiano, sérvio, inglês e russo. Como líder, muitas vezes citaria o Le Monde e o International Herald Tribune.
Hoxha foi demitido de seu emprego como professor após a invasão italiana por se recusar a entrar para o Partido Fascista Albanês. Ele abriu uma tabacaria em Tirana chamada Flora, onde um pequeno grupo de comunistas passou a se reunir. Por fim, o governo fechou a tabacaria.

### Vida como partisan
Em 8 de novembro de 1941, o Partido Comunista da Albânia (renomeado em 1948 como Partido Trabalhista da Albânia) foi fundado. Hoxha foi escolhido como um dos sete membros do Comitê Central provisório. Depois da conferência de setembro de 1942 em Pezë, a Frente de Libertação Nacional foi fundada com o propósito de unir os albaneses antifascistas, independentemente de ideologia ou classe.
Em março de 1943, a primeira Conferência Nacional do Partido Comunista elegeu Hoxha formalmente como o primeiro secretário. Durante a guerra, o papel da União Soviética foi insignificante, fazendo da Albânia a única nação ocupada durante a Segunda Guerra Mundial cuja independência não foi determinada por uma grande potência. No dia 10 de julho de 1943, os grupos partisans albaneses foram organizados em unidades regulares de companhias, batalhões e brigadas e nomeados como o Exército Albanês de Libertação Nacional. O Quartel General foi criado com Spiro Moisiu como comandante e Enver Hoxha como comissário político. Os partisans comunistas da Iugoslávia tiveram um papel muito mais prático, ajudando a planejar ataques e trocando suprimentos, mas a comunicação entre eles e os albaneses estava limitada a cartas, que muitas vezes chegariam tarde demais, algumas vezes logo após um plano ter sido aprovado pelo Exercito de Libertação Nacional sem que os partisans Iugoslavos fossem consultados. Em agosto, um encontro secreto foi realizado entre a Balli Kombëtar (Frente Nacional) — que era anticomunista e antifascista — e o Partido Comunista. O resultado deste encontro foi um acordo com o objetivo de as forças na luta contra os italianos. A fim de encorajar a Balli Kombëtar a cooperar, foi aprovado o plano de uma Grande Albânia, que incluía o Kosovo (então parte da Iugoslávia) e Çamëria (parte da Grécia).

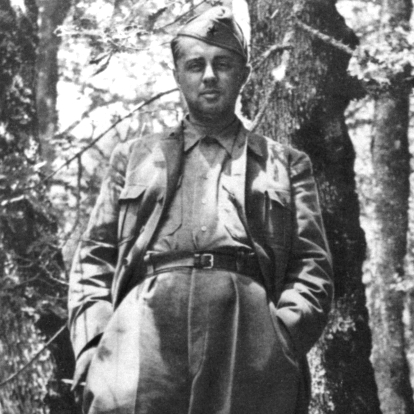
Hoxha como partisan em 1944

Um problema se desenvolveu no entanto, quando os comunistas iugoslavos discordaram do plano de uma Grande Albânia e pediram aos comunistas na Albânia para que se retirassem do seu acordo. De acordo com Hoxha, Josip Broz Tito concordou que “Kosovo era albanesa”, mas a oposição por parte dos sérvios fez da transferência uma opção inviável. Após os comunistas albaneses terem repudiado a ideia da Grande Albânia, a Balli Kombëtar condenou os comunistas, que por sua vez acusaram a Balli Kombëtar de ficar ao lado dos italianos. A Balli Kombëtar, entretanto, tinha pouco apoio popular. Após concluírem que os comunistas eram uma ameaça imediata ao país, a Balli Kombëtar passou a apoiar os alemães, arruinando fatalmente a sua imagem entre aqueles que combatiam os fascistas. Os comunistas rapidamente incluíram em suas fileiras muitas dessas pessoas desiludidas com a Balli Kombëtar e tomaram a dianteira na luta pela libertação.
O Congresso Nacional de Përmet, realizado naquela mesma época, decidiu em favor de uma “nova e democrática Albânia para o povo.” O rei Zog foi proibido de visitar a Albânia novamente, o que fortaleceu ainda mais o controle dos comunistas. O Comitê Antifascista pela Libertação Nacional foi fundado, com Hoxha sendo seu líder. No dia 22 de outubro, após um encontro em Berat, o comitê se tornou o governo provisório da Albânia e Hoxha foi escolhido como primeiro-ministro interino. Tribunais foram convocados para julgar supostos criminosos de guerra que foram designados como “inimigos do povo”, e foram presididos por Koçi Xoxe.
Após a libertação da ocupação fascista no dia 29 de novembro de 1944, muitos partisans albaneses cruzaram a fronteira com a Iugoslávia ocupada pela Alemanha Nazista, onde lutaram ao lado dos partisans de Tito e do Exército Vermelho soviético em uma campanha conjunta que repeliu com sucesso o que restava da resistência alemã. O marechal Tito, durante uma conferência na Iugoslávia nos seus últimos anos, agradeceu a Hoxha pela assistência dada pelos partisans albaneses durante a Guerra pela Libertação Nacional (Lufta Nacional Çlimrimtare). Os albaneses celebram o Dia da Independência no dia 28 de novembro (que é a data na qual eles declararam sua independência do Império Otomano, em 1912), ao passo de que na antiga República Popular Socialista da Albânia as festividades da Libertação Nacional se comemoravam no dia 29 de novembro. A Frente Democrática sucedeu a Frente de Libertação Nacional em agosto de 1945 e as primeiras eleições na Albânia pós-guerra foram realizadas no dia 2 de dezembro. A Frente Democrática era a única organização autorizada a concorrer às eleições e relatos do governo indicam que 93% dos albaneses votaram nela. 

## Começo da liderança
Os sacrifícios feitos pelo nosso povo foram muito grandes. De uma população de um milhão, 28 000 foram mortos, 12 600 feridos, 10 000 foram feitos prisioneiros políticos na Itália e Alemanha e 35 000 foram levados ao trabalho forçado; todas as comunicações, todos os portos, minas e instalações de energia elétrica foram destruídas, nossa agricultura e nossa pecuária foram saqueadas e toda nossa economia estava arruinada.— Enver Hoxha
Hoxha se declarava um marxista-leninista e tinha forte admiração pelo líder soviético Josef Stalin. Durante o período de 1945–1950, o governo adotou políticas que tinham como objetivo consolidar seu poder. A Lei da Reforma Agrária foi aprovada em agosto de 1945. A lei confiscou terras de beys e latifundiários, distribuindo-a sem compensação aos camponeses. 52% de toda a terra estava nas mãos de latifundiários antes de a lei ser aprovada; o percentual caiu para 16% após a aprovação da lei. A taxa de analfabetismo, que em 1939 era de 90-95% nas áreas rurais caiu para 30% em 1950 e em 1985 era igual à dos Estados Unidos. A Universidade Estatal de Tirana foi estabelecida em 1957 e foi a primeira de sua espécie na Albânia. O costume medieval da gjakmarrja (rixa de sangue) foi banido. A malária, a doença mais comum, foi combatida com sucesso através de avanços na área da saúde e da drenagem dos pântanos. Em 1985, nenhum caso havia sido registrado nos últimos vinte anos, ao passo de que antes a Albânia possuía o maior número de pacientes infectados na Europa. Um caso de sífilis não era registrado há 30 anos. A fim de resolver a divisão entre Ghegs e Tosks, livros foram escritos no dialeto tosk e a maioria dos membros do partido vinha do sul da Albânia, onde o dialeto tosk é falado.
Em 1949, as organizações de inteligência dos Estados Unidos e do Reino Unido estavam trabalhando com o Rei Zog e os homens de sua guarda pessoal. Eles recrutaram refugiados e emigrantes albaneses do Egito, Itália e Grécia, treinando-os no Chipre, em Malta e na República Federal da Alemanha (Alemanha Ocidental) e infiltrando-os na Albânia. Unidades guerrilheiras entraram na Albânia em 1950 e 1952, mas foram mortos ou capturados pelas forças de segurança albanesas. Kim Philby, um agente duplo soviético trabalhando como ligação entre o serviço de inteligência britânico e a CIA cedeu detalhes do plano de infiltração a Moscou e a brecha na segurança custou a vida de cerca de 300 invasores.

### Relações com a Iugoslávia

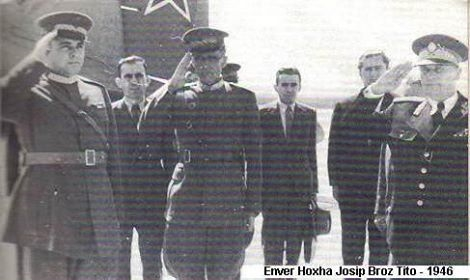
O presidente iugoslavo Josip Broz Tito com o secretário-geral e primeiro-ministro da República Popular Socialista da Albânia, Enver Hoxha em 1946

A essa altura, as relações com a Iugoslávia começaram a mudar. As raízes da mudança começaram no dia 20 de outubro de 1944, na Segunda Sessão de Plenário do Partido Comunista da Albânia. A sessão envolvia os problemas que o novo governo albanês enfrentaria após a independência da Albânia. No entanto, a delegação iugoslava, liderada por Vladimir Stoinić acusou o partido de “sectarismo e oportunismo” e culpou Hoxha por esses erros. Ele também reforçou o ponto de vista de que os partisans iugoslavos abriram caminho para o movimento partisan albanês. Membros anti-iugoslavos do Partido Comunista Albanês começaram a pensar que este era um plano de Tito, que desejava desestabilizar o partido. Koçi Xoxe, Sejfulla Malëshova e outros que apoiavam a Iugoslávia eram vistos com profunda desconfiança. A posição de Tito em relação à Albânia era a de que o país era muito fraco para permanecer independente e estaria melhor como parte da Iugoslávia. Hoxha alegava que Tito fez da sua meta a integração da Albânia à Iugoslávia, primeiramente criando um Tratado de Amizade, Cooperação e Ajuda Mútua em 1946. Com o passar do tempo, a Albânia começou a achar que o tratado estava fortemente inclinado aos interesses iugoslavos, assim como os acordos da Itália com a Albânia governada por Zog, que deixaram a nação dependente da Itália.
O primeiro problema foi que o lek lbanês foi reavaliado nos termos do dinar iugoslavo quando uma união aduaneira foi formada, e o plano econômico da Albânia era decidido em sua maior parte pela Iugoslávia. Os economistas albaneses H. Banja e V. Toçi declararam que a relação entre a Albânia e a Iugoslávia durante este período era de exploração e que isso constituía uma tentativa da Iugoslávia de fazer da economia albanesa uma “extensão” da economia iugoslava.
Hoxha, então passou a acusar a Iugoslávia de improbidade:

Nós [Albânia] tínhamos que produzir para os iugoslavos toda a matéria prima de que eles necessitavam. Essa matéria prima deveria ser exportada para as metrópoles da Iugoslávia, para lá ser processada em fábricas iugoslavas. O mesmo se aplicava à produção de algodão e outros produtos industriais, assim como óleo, betume, asfalto, cromo, etc. A Iugoslávia abasteceria sua ‘colônia’, a Albânia, com bens de consumo exorbitantemente caros, incluindo até mesmo itens como agulhas e filamentos, e nos forneceria óleo e petróleo, bem como vidro para as lâmpadas nas quais nós queimamos o combustível extraído do nosso subsolo, processado na Iugoslávia e revendido para nós em altos preços… O objetivo dos iugoslavos era, dessa maneira, impedir que o nosso país desenvolvesse sua indústria ou sua classe trabalhadora e fazer dele dependente para sempre da Iugoslávia.— Enver Hoxha
Josef Stalin avisou Hoxha de que a Iugoslávia estava tentando anexar a Albânia. “Nós não sabíamos de que os iugoslavos, sob o pretexto de ‘defender’ seu país dos fascistas gregos queriam trazer unidades de seu exército para a RPA [República Popular da Albânia]. Eles tentaram fazer isso de uma maneira muito furtiva. Na realidade, seu objetivo a esse respeito era completamente hostil, pois eles desejavam subverter a situação na Albânia.” Em junho de 1947, o Comitê Central da Iugoslávia passou a condenar Hoxha publicamente, acusando-o de adotar uma linha individualista e antimarxista. Quando a Albânia respondeu fechando acordos com a União Soviética para a aquisição de suprimentos de maquinário agrícola, a Iugoslávia declarou que a Albânia não poderia entrar em acordos com outros países sem a aprovação da Iugoslávia. Koçi Xoxe tentou convencer Hoxha a deixar de se aproximar da Bulgária, alegando que a Albânia estaria mais estável com um único parceiro comercial do que com muitos. Nako Spiru, um membro anti-iugoslavo do partido, condenou Xoxe e Xoxe o condenou. Quando ninguém saiu em defesa de Spiru, ele achou que a situação estava insustentável e temia que o domínio iugoslavo em seu país fosse iminente, o que fez com que ele cometesse suicídio em novembro.
Na Oitava Seção de Plenário do Comitê Central do partido, que aconteceu do dia 26 de fevereiro até o dia 8 de março de 1948, Xoxe foi envolvido em um plano para isolar Hoxha e consolidar seu próprio poder. Ele acusou Hoxha de ser o responsável pelo declínio nas relações com a Iugoslávia e declarou que uma missão militar soviética deveria ser expulsa em favor dos colegas iugoslavos. Hoxha conseguiu permanecer firme e sua base de apoio não diminuiu. Quando a Iugoslávia rompeu relações publicamente com a União Soviética, a base de apoio de Hoxha ficou mais forte. Então, no dia 1 de julho de 1948, Tirana exigiu que todos os conselheiros técnicos iugoslavos deixassem o país e anulou unilateralmente todos os tratados e acordos entre os dois países. Xoxe foi expulso do partido e no dia 13 de junho de 1949 foi executado por um pelotão de fuzilamento.

### Relações com a União Soviética
Após a cisão com a Iugoslávia, Hoxha se aliou à União Soviética, pela qual ele tinha grande admiração. De 1948 a 1960, US$ 200 milhões em auxílio soviético seriam cedidos para expansão técnica e aumento da infraestrutura. A Albânia foi admitida à COMECON no dia 22 de fevereiro de 1949 e permaneceu importante tanto como um instrumento para pressionar a Iugoslávia, quanto como uma força pró-soviética no Mar Adriático. Uma base submarina foi construída na ilha de Sazan, próximo a Vlorë, com o fim de constituir uma defesa contra a possível ameaça representada pela Sexta Frota dos Estados Unidos. As relações continuaram próximas até a morte de Stalin no dia 5 de março de 1953. Sua morte foi recebida com luto nacional na Albânia. Hoxha reuniu toda a população na maior praça da capital, pediu para que eles se ajoelhassem e fez com que eles recitassem um juramento de duas mil palavras de “fidelidade eterna” e “gratidão” ao seu “amado pai” e “grande libertador” a quem o povo devia “tudo”. Sob a liderança de Nikita Khrushchov, o sucessor de Stalin, o auxilio à Albânia foi reduzido e a Albânia foi incentivada a adotar a política de especialização de Khrushchov. No âmbito desta política, a Albânia iria desenvolver seu potencial agrícola com o objetivo de suprir a União Soviética e outros países do Pacto de Varsóvia, enquanto estes países desenvolveriam a produção de recursos específicos, o que iria, na teoria, fortalecer o Pacto de Varsóvia reduzindo a escassez de certos recursos que muitos dos países enfrentavam. Entretanto, isso significava que o desenvolvimento industrial da Albânia, algo que era fortemente defendido por Hoxha, teria de ser reduzido significativamente.
Do dia 16 de maio a 17 de junho de 1955, Bulganin e Mikoyan visitaram a Iugoslávia e Khrushchov renunciou a expulsão da Iugoslávia do Bloco Comunista. Khrushchov também começou a fazer referências à teoria do policentrismo de Palmiro Togliatti. Hoxha não foi consultado a respeito disso e se sentiu ofendido. A Iugoslávia passou a pedir a Hoxha para que reabilitasse a imagem de Koçi Xoxe, algo que Hoxha rejeitou veementemente. Em 1956, durante o Vigésimo Congresso do Partido Comunista da União Soviética, Khrushchov condenou o culto de personalidade que foi construído em torno de Stalin e o acusou de muitos erros graves. Khrushchov então anunciou a teoria da coexistência pacífica, o que causou a ira de Hoxha. O Instituto de Estudos Marxista-Leninistas, liderado pela esposa de Hoxha, Nexhmije, parafraseou Lênin: “O principio fundamental da política externa de um país socialista é o internacionalismo proletário, não a coexistência pacífica”. Hoxha adotou uma postura mais ativa contra o que ele percebia como revisionismo.
«Até o presente momento, nenhum proletariado e nenhum Partido Comunista ou operário tomou o poder abstendo-se do derramamento de sangue ou do uso da violência. Alguns camaradas parecem encontrar-se divorciados da realidade, quando alegam que a tomada do poder deu-se sem o necessário derramamento de sangue, esquecendo-se de que, também por eles, o glorioso Exército Vermelho derramou rios de sangue, durante a Segunda Grande Guerra. No que diz respeito a esta questão, nosso Partido é da opinião de que devemos nos preparar para todas as possibilidades e fazê-lo bem, especialmente no tocante à toma do poder mediante a violência, posto que se bem nos prepararmos neste sentido, também há possibilidades de termos maior probabilidade de sucesso em diversas conjunturas. A burguesia pode auferir-lhes a liberdade da palavra para, logo após, protagonizar um golpe fascista e liquidá-los por completo; e tudo isso se deverá ao fato de não terem preparado nem os quadros de choque, nem o trabalho clandestino, nem os aparelhos de abrigo e trabalho e nem tampouco os meios de combate. Devemos prevenir esta trágica eventualidade.»
Discurso pronunciado em nome do Comitê Central do Partido do Trabalho da Albânia, na Conferência dos 81 Partidos Comunistas e Operários em Moscou, no dia 16 de novembro de 1960.
A unidade dentro do Partido Trabalhista da Albânia começou a decair, com um encontro especial de delegações realizado em abril de 1956, composto por 450 representantes que teve resultados inesperados. Os representantes “criticaram as condições no Partido, a atitude negativa em relação às massas, a ausência de uma democracia partidária e socialista, a política econômica da liderança, etc.” enquanto também falavam a favor da discussão a respeito do culto de personalidade e do Vigésimo Congresso do Partido.
Hoxha pediu por uma resolução que pudesse sustentar a liderança vigente do Partido. A resolução foi aceita e todos os representantes que se pronunciaram foram expulsos do Partido e presos. Hoxha declarou que esta foi mais uma tentativa de derrubar a liderança da Albânia, arquitetada pela Iugoslávia. Este incidente consolidou ainda mais o poder de Hoxha, fazendo da implementação das reformas Khrushchovianas praticamente impossível. No mesmo ano, Hoxha foi à República Popular da China, que então passava pela ruptura sino-soviética e se encontrou com Mao Tsé-Tung. As relações com a China melhoraram, o que foi evidenciado pelo aumento do auxílio chinês à Albânia de 4,2% em 1955 antes da visita para 21,6% em 1957. Em um esforço para manter a Albânia na esfera soviética, foi concedido um aumento no auxílio soviético, mas a liderança albanesa continuou a se aproximar da China. As relações com a União Soviética continuaram no mesmo nível até 1960, quando Khrushchov se encontrou com Sophoklis Venizelos, um político grego de esquerda. Khrushchov simpatizou com o conceito de um Epiro Setentrional grego e autônomo e quis usar a reivindicação grega para manter a liderança albanesa em consonância com os interesses soviéticos.
Especialmente vergonhoso foi o comportamento desse agente de Mao Tsé-tung, Enver Hoxha. Ele mostrou suas presas contra nós de uma maneira mais ameaçadora do que os próprios chineses. Após seu discurso, a Camarada Dolores Ibárruri [uma comunista espanhola], uma velha revolucionária e uma trabalhadora devota no movimento comunista, se levantou indignada e disse, bem objetivamente, que Hoxha era como um cão que morde a mão que o alimenta.— Nikita Khrushchev
As relações com a União Soviética começaram a se deteriorar rapidamente. Uma política linha dura foi adotada e os soviéticos reduziram os carregamentos de auxílio, mais especificamente de grãos, em uma época quando a Albânia necessitava de tal ajuda devido à carestia provocada pelas enchentes. Em julho de 1960, um plano para depor o governo albanês foi descoberto. Ele teria sido organizado pelo almirante Teme Sejko, treinado pela União Soviética. Após este incidente, dois membros pró-soviéticos do Partido, Liri Belishova e Koço Tashko foram expulsos, com um incidente humorístico envolvendo Tashko pronunciando “tochka” (ponto final em russo).
Em agosto, o Comitê Central do Partido enviou uma carta de protesto ao Comitê Central do Partido Comunista da União Soviética, afirmando o desprazer de ter um embaixador antialbanês em Tirana. O Quarto Congresso do Partido, realizado do dia 13 ao dia 20 de fevereiro foi a última reunião à qual a União Soviética ou qualquer país do Leste Europeu compareceria na Albânia. Durante o congresso, a União Soviética foi condenada, enquanto a China foi exaltada. Mehmet Shehu declarou que ainda que muitos membros do Partido eram acusados de tirania, esta era uma acusação sem base e que, diferentemente da União Soviética, a Albânia era composta por marxistas genuínos. A União Soviética retaliou ameaçando “duras consequências” caso as condenações não fossem retratadas. Dias depois, Khrushchov e Antonín Novotný, presidente da Checoslováquia (que era a maior fonte de auxílio para a Albânia além dos soviéticos) ameaçaram retirar o auxílio econômico. Em março, a Albânia não foi convidada para ir ao encontro dos países do Pacto de Varsóvia (a Albânia foi um dos países fundadores do Pacto em 1955) e em abril, todos os técnicos soviéticos foram retirados do país. Em maio, quase todos os soldados da base marinha de Oricum foram retirados, deixando aos albaneses quatro submarinos e outros equipamentos militares.
No dia 7 de novembro de 1961, Hoxha fez um discurso onde disse que Khrushchov era um “revisionista, um antimarxista e um derrotista”. Hoxha retratou Stalin como o último líder comunista da União Soviética e passou a afirmar a independência da Albânia. No dia 11 de novembro, a URSS e todos os outros países do Pacto de Varsóvia romperam relações com a Albânia. A Albânia foi extraoficialmente excluída (não sendo convidada) tanto do Pacto de Varsóvia quanto da Comecon. A União Soviética também tentou reclamar o controle do porto de Vlorë devido a um acordo de arrendamento, o Partido albanês então aprovou uma lei proibindo qualquer outro país de possuir um porto através de arrendamento ou de quaisquer outros modos.

## Liderança posterior
Conforme Hoxha continuava na liderança, ele assumiu uma posição crescentemente teórica. Ele escreveu críticas baseadas tanto em eventos atuais na época, quanto na teoria, sendo mais notável por sua condenação ao maoísmo após 1978. Uma conquista importante durante a liderança de Hoxha foi o avanço dos direitos das mulheres. A Albânia foi um dos países mais, se não o mais patriarcal da Europa. O Código de Lekë, que regulava o status das mulheres, dizia: “Uma mulher é conhecida como uma saca, feita para durar apenas enquanto viver na casa de seu marido.” Mulheres eram proibidas de herdarem qualquer coisa de seus pais e eram discriminadas até mesmo em caso de morte.

...a mulher morta [deve] ser aberta, para que se possa ver se o feto é um menino ou uma menina. Se for um garoto, o assassino deve pagar três carteiras [uma quantidade da moeda local] pelo sangue da mulher e seis carteiras pelo sangue do menino; se for uma menina, além das três carteiras pelo sangue da mulher, três carteiras devem ser pagas também pelo sangue da garota— O Código de Lekë Dukagjini
Mulheres eram absolutamente proibidas de obterem divórcio e os pais da esposa eram obrigados a devolver uma filha fugida, ou sofrer a desonra, que poderia até mesmo resultar em uma rixa de sangue que duraria gerações. Durante a Segunda Guerra Mundial, os comunistas albaneses encorajaram mulheres a se alistarem junto aos partisans e após a guerra, as mulheres foram encorajadas a assumirem postos de trabalho servil, uma vez que a educação necessária para trabalhos de alto nível estava fora do alcance da maioria das mulheres. Em 1938, 4% da mulheres trabalhavam em vários setores da economia. Em 1970, este número subiu para 38% e em 1982 foi para 46%. Durante a Revolução Cultural e Ideológica (discutida abaixo), as mulheres foram encorajadas a aceitarem “todos” os tipos de trabalho, incluindo postos no governo, o que resultou em 40,7% das vagas do Conselho do Povo e 30,4% da Assembleia Popular sendo ocupadas por mulheres, incluindo duas mulheres no Comitê Central em 1985. Em 1978, o número de mulheres que frequentavam escolas primárias era 15,1 vezes maior do que em 1938 e o número de mulheres que frequentavam escolas secundárias era 175,7 vezes maior do que em 1938.

O Partido e o país inteiro deveria arremessar ao fogo e quebrar o pescoço de qualquer pessoa que ousasse violar o sagrado decreto do Partido em defesa dos direitos das mulheres.— Enver Hoxha, 1967
Em 1969, a taxação direta foi abolida e durante esse período, a qualidade da educação e da saúde continuou a melhorar. Uma campanha de expansão da rede elétrica começou em 1960 e esperava-se que o país inteiro possuísse eletricidade em 1985. Ao invés disso, este feito foi alcançado no dia 25 de outubro de 1970, fazendo da Albânia o primeiro país do mundo a ser eletrificado por completo. Durante a Revolução Cultural e Ideológica de 1967-1968, as forças armadas abandonaram as táticas militares comunistas tradicionais e passaram a aderir à guerra popular maoísta, que incluía a abolição da hierarquia militar, que não foi restaurada com sucesso até 1991.

[O]s serviços de saúde são gratuitos para todos e foram estendidos até os vilarejos mais remotos. Em 1960 nós tínhamos um médico para cada 3,360 habitantes, em 1978, nós tínhamos um médico para cada 687 habitantes, e isso levando em consideração o rápido crescimento da população. O crescimento natural da população em nosso país é 3,5 vezes maior do que a média anual dos paises europeus, enquanto que a mortalidade em 1978 era 37% mais baixa que o nível médio dos paises da Europa e a expectativa de vida média no nosso país subiu de cerca de 38 anos em 1938 para 69 anos. Isto é, para cada ano de existência do nosso estado governado pelo povo, a expectativa de vida cresceu cerca de 11 meses. Isso é o que o socialismo faz pelo homem! Existe alguma forma de humanismo mais elevada do que o humanismo socialista, que, em 35 anos dobrou a expectativa de vida média de toda a população do país?— Mehmet Shehu, discurso de 28 de Novembro de 1979

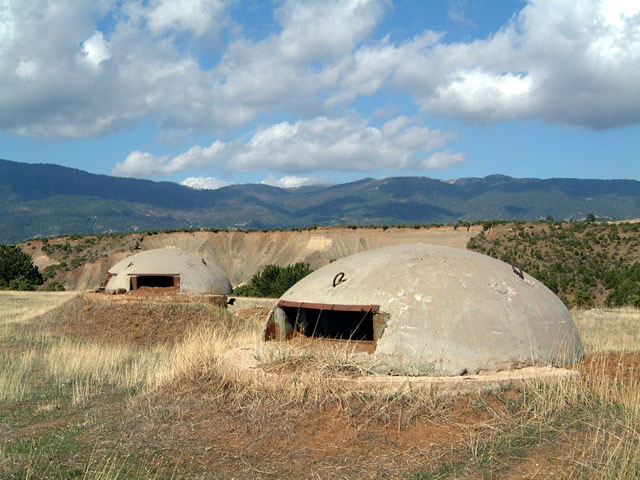
Casamatas construídas durante o governo de Hoxha para evitar possíveis invasões. Mais de meio milhão foram construídas.

O legado de Hoxha incluiu também um complexo de 750,00 bunkers espalhados em um país de 3 milhões de habitantes para atuar como postos de vigia e artilharia, juntamente com armas químicas. Os bunkers foram feitos para serem fortes e móveis, com a intenção de que eles pudessem ser facilmente colocados por uma grua ou um helicóptero em um buraco previamente cavado. Os tipos de bunkers variam entre pillboxes, casamatas navais, a instalações navais subterrâneas e até mesmo artilharia antiaérea e bunkers subterrâneos.
As políticas internas de Hoxha foram fiéis ao paradigma de Stalin, a quem ele admirava, e o culto de personalidade desenvolvido nos anos 1970 em torno dele pelo Partido Trabalhista da Albânia também carregava uma semelhança impressionante com aquele de Stalin. Algumas vezes, o culto alcançou uma intensidade similar ao culto de personalidade em torno de Kim Il-sung (que Hoxha condenava), com Hoxha sendo retratado como um gênio, comentando sobre virtualmente todos os aspectos da vida, indo desde a cultura até assuntos militares. Cada livro escolar deveria ter uma ou mais citações dele sobre as matérias que seriam estudadas. O Partido o homenageou com títulos como “Supremo Camarada”, “Força Solitária” e “Grande Professor.”
O governo de Hoxha foi marcado também por suas políticas de aumento da taxa de natalidade. Por exemplo, uma mulher que desse à luz um número acima da média de filhos receberia do governo o título de “Mãe Heroína” (em albanês: Nënë Heroinë”), juntamente com uma recompensa em dinheiro. O aborto era essencialmente restrito (para incentivar as altas taxas de natalidade) — exceto se o parto representasse um perigo para a vida da mãe —porém não foi completamente proibido, o processo era decidido por comissões médicas distritais. Como resultado dessas políticas, a população da Albânia triplicou de 1 milhão em 1944 para cerca de 3 milhões em 1985.

### Relações com a China
No Terceiro Plano Quinquenal da Albânia, a China prometeu um empréstimo de 125 milhões de dólares americanos para que fossem construídas vinte e cinco instalações químicas, elétricas e siderúrgicas solicitadas no âmbito do plano. No entanto, o país teve um difícil período de transição, uma vez que os técnicos chineses eram de qualidade inferior aos soviéticos e a distancia entre os dois países, além das más relações que a Albânia tinha com seus vizinhos, complicava ainda mais a situação. Diferentemente da Iugoslávia e da URSS, a China teve a menor influência na economia da Albânia durante a liderança de Hoxha. Os quinze anos anteriores (1946–1961 tiveram pelo menos 50% da economia voltada para o comércio externo. Na época em que a Constituição de 1976 proibiu a dívida externa, auxílio e investimentos, a Albânia basicamente se tornou auto-suficiente, apesar da falta de tecnologia moderna. Ideologicamente, Hoxha considerou os pontos de vista iniciais de Mao de acordo com o marxismo-leninismo. Mao condenou o suposto revisionismo de Khrushchov e também foi crítico em relação à Iugoslávia. O auxílio da China era livre de juros e não precisava ser repago até que a Albânia estivesse em condições de fazê-lo. A China nunca interveio a respeito de qual deveria ser a função econômica da Albânia e os técnicos chineses trabalhavam pelos mesmos salários que os trabalhadores albaneses; ao contrário dos técnicos soviéticos, que, algumas vezes ganhavam mas de três vezes o salário de Hoxha. Os jornais albaneses foram reimpressos em jornais chineses e nas rádios. Por final, a Albânia liderou o movimento para que fosse cedido à China um lugar nas Nações Unidas, uma proeza que alcançou o sucesso em 1971 e, desta forma, tomando o lugar da República da China.
Durante este período, a Albânia se tornou o segundo maior produtor de crômio no mundo, o que foi considerado um importante produto de exportação para a Albânia. Estrategicamente, o mar Adriático também era atraente para a China e a liderança chinesa esperava ganhar mais aliados na Europa Oriental com a ajuda da Albânia, o que não aconteceu. Zhou Enlai visitou a Albânia em janeiro de 1964. No dia 9 de janeiro, a “Declaração Conjunta Sino-Albanesa de 1964” foi assinada em Tirana.

Tanto [a Albânia quanto a China] sustentam que as relações entre países socialistas são relações de um novo tipo. As relações entre países socialistas, grandes ou pequenos, mais ou menos economicamente desenvolvidos, devem ser baseadas e não-interferência nos assuntos internos de cada um e deve também ser baseada nos princípios da assistência mútua de acordo com o internacionalismo proletário. É necessário se opor ao chauvinismo e egoísmo nacional nas relações entre países socialistas. É absolutamente inadmissível que um país imponha a sua vontade sobre outro, ou que se prejudique a independência, a soberania e interesses do povo de um país fraternal sob o pretexto de ‘auxílio’ ou ‘divisão internacional de trabalho.’— Texto do Tratado
Assim como a Albânia, a China defendia a “pureza” do marxismo atacando tanto o imperialismo dos EUA, como também o “revisionismo soviético e iugoslavo”, ambos igualmente parte de uma teoria de “dupla adversidade”. A Iugoslávia foi vista como um “destacamento especial do imperialismo dos EUA” e um “sabotador da revolução mundial”. Estes pontos de vista, entretanto, começaram a mudar na China, o que foi um dos principais problemas que a Albânia teve com a aliança. Também ao contrario da Iugoslávia e da União Soviética, a aliança sino-albanesa carecia de “[…] uma estrutura organizacional para consultas regulares e coordenação de políticas e foi caracterizada por uma relação informal conduzida em uma base ‘ad hoc.’” Mao fez um discurso no dia 3 de novembro de 1966 onde disse que a Albânia era o único estado marxista-leninista na Europa e que “um ataque contra a Albânia terá de lidar com a grande China do Povo. Se os imperialistas dos EUA, os revisionistas modernos soviéticos ou qualquer um de seus lacaios ousar tocar um dedo na Albânia, eles não poderão esperar nada além de uma derrota completa, vergonhosa e memorável.” Da mesma forma declarou Hoxha que “Vocês podem ter certeza, camaradas, que aconteça o que acontecer no resto do mundo, nossos dois Partidos e nossos dois povos certamente permanecerão juntos. Eles lutarão juntos e eles vencerão juntos.”
A China entrou em um período de quatro anos de relativo isolamento diplomático após a Revolução Cultural, e nesta época, as relações entre China e Albânia alcançaram seu auge. No dia 20 de agosto de 1968, a invasão soviética da Checoslováquia foi condenada pela Albânia, assim como foi a doutrina Brezhnev. A Albânia, então, se retirou oficialmente do Pacto de Varsóvia no dia 5 de setembro. As relações com a China começaram a se deteriorar em 15 de julho de 1971, quando o presidente dos Estados Unidos Richard Nixon concordou em visitar a China para se encontrar com Zhou Enlai. Hoxha se sentiu traído e o governo ficou em estado de choque. No dia 6 de agosto, uma carta foi enviada pelo Comitê Central do Partido Trabalhista da Albânia para o Comitê Central do Partido Comunista da China, dizendo que Nixon era um “anticomunista delirante”

Nós sabemos que vocês vão entender o motivo para o atraso em nossa resposta. Isto foi porque sua decisão veio como uma surpresa para nós e foi tomada sem qualquer consulta preliminar entre nós a este respeito, para que nós pudéssemos expressar e debater as nossas opiniões. Isto, nós pensamos, poderia ser útil, porque consultas preliminares entre amigos próximos, co-combatentes determinados contra o imperialismo e o revisionismo, são úteis e necessárias, especialmente quando passos que, em nossa opinião, têm um grande efeito e repercussão internacional são tomados.
…Considerando o Partido Comunista da China como um Partido irmão e nosso aliado mais próximo, nós nunca escondemos nossos pontos de vista dele. É por essa razão que a respeito deste grande problema que vocês colocaram diante de nós, nós informamos a vocês que consideramos sua decisão de receber Nixon em Beijing como sendo incorreta e indesejável, nós não aprovamos ou apoiamos isto. Será também de nosso parecer que a visita anunciada de Nixon à China não será compreendida ou aprovada pelos povos, pelos revolucionários e pelos comunistas de diferentes países.— Enver Hoxha
O resultado disso foi uma mensagem de 1970 da liderança chinesa que dizia que a Albânia não podia depender de um fluxo indefinido de auxílio chinês, e em 1972, a Albânia foi aconselhada a “reduzir suas expectativas de mais contribuições da China ao seu desenvolvimento econômico”. Em 1973, Hoxha escreveu em seu diário “Reflexões sobre a China” que os líderes chineses:

...cortaram o contato conosco e os contatos que eles mantém são contatos meramente formais de natureza diplomática. A Albânia já não é o ‘amigo fiel e especial’...Estão mantendo os acordos econômicos, embora com atrasos, mas já é bem óbvio que seu ‘ardor inicial’ se foi.— Enver Hoxha
Em resposta, o comércio com a Comecon (apesar de que o comércio com a União Soviética continuava bloqueado) e com a Iugoslávia cresceu. O comércio com países do Terceiro Mundo era de US$ 0,5 milhões em 1973, mas subiu para US$ 8,3 milhões em 1974. O comércio subiu de 0,1% para 1,6%. Após a morte de Mao no dia 9 de setembro de 1976, Hoxha permaneceu otimista a respeito das relações sino-albanesas, mas em agosto de 1977, Hua Guofeng, o novo líder da China, declarou que a Teoria dos Três Mundos de Mao se tornaria a política externa oficial. Hoxha viu isto como uma maneira da China justificar o fato de ter os EUA como “inimigo secundário”, enquanto enxergava a União Soviética como o inimigo principal, o que permitia que a China fizesse negócios com os EUA. “…o plano chinês do ‘terceiro mundo’ é um plano diabólico, que visa que a China se torne mais uma superpotência, precisamente por se colocar na liderança do ‘terceiro mundo’ e do ‘mundo não-alinhado.’” Do dia 30 de agosto ao dia 7 de setembro de 1977, Tito visitou Beijing e foi bem recebido pela liderança chinesa. Nesta época, o Partido Trabalhista da Albânia havia declarado que a China era agora um estado revisionista assim como a União Soviética e a Iugoslávia e que a Albânia era o único estado marxista-leninista no planeta.

Os líderes chineses estão agindo como os líderes de um ‘grande estado.’ Eles pensam ‘os albaneses se desentenderam com a União Soviética porque eles tinham a nós e, se eles se desentenderem conosco vão de volta aos soviéticos,’ portanto eles dizem ‘Seja conosco ou com os soviéticos, tanto faz, os albaneses estão acabados.’ Mas para o inferno com eles! Nós vamos lutar contra estes tolos, porque somos marxista-leninistas albaneses e no nosso caminho correto nós sempre triunfaremos!— Enver Hoxha
No dia 13 de julho de 1978, a China anunciou que estava cortando todo o auxílio à Albânia. Pela primeira vez na história moderna, a Albânia não possuía um único aliado.

### Direitos humanos

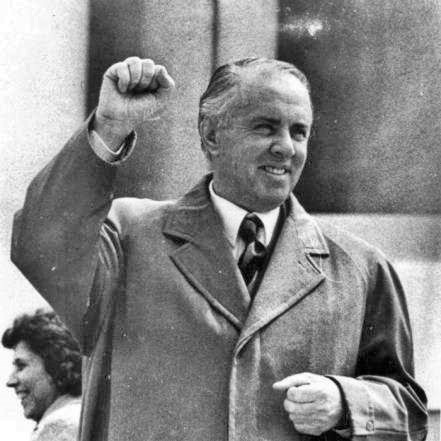
Hoxha em 1971.

Certas cláusulas na constituição de 1976 restringiam efetivamente o exercício das liberdades políticas que o governo interpretava como sendo contrárias à ordem estabelecida. Além disso, o governo negava à população o acesso a qualquer informação que não fosse aquela disseminada pela mídia controlada pelo governo. A Sigurimi (polícia secreta albanesa) rotineiramente violava a privacidade de pessoas, lares e meios de comunicação e efetuava prisões arbitrárias. 
Internamente, a Sigurimi certificou-se de copiar os métodos repressivos do NKVD, MGB, KGB e da alemã oriental Stasi. Para eliminar a dissidência, o governo aprisionou milhares em campos de trabalhos forçados ou os executou por crimes como traição ou por sabotar a ditadura do proletariado. 
Viajar para o exterior foi proibido após 1968 para todas as pessoas, exceto aqueles que viajavam a negócios oficiais. A cultura da Europa Ocidental foi vista com profunda suspeita, resultando em prisões e na proibição de material estrangeiro não-autorizado. A arte foi remodelada para refletir o estilo do realismo socialista. O uso de barbas foi proibido por ser considerado anti-higiênico e para reduzir a influência do islã (muitos Imames e Babas possuíam barbas) e da fé ortodoxa.
Todos os albaneses deveriam ter permissões para a aquisição de carros (que não eram considerados como propriedade privada). O sistema de justiça frequentemente se degenerava em farsas judiciárias. “…[o réu] não tinha a permissão de interrogar as testemunhas e, apesar de ter a permissão de fazer suas objeções a certos aspectos do caso, suas objeções eram rejeitadas pelo promotor, que dizia “Sente-se e fique quieto, nós sabemos melhor do que você”. Com o objetivo de amenizar o perigo de dissidência política e mais exilados, os parentes do acusado muitas vezes eram presos, condenados ao ostracismo e acusados de serem “inimigos do povo”.
Tortura era frequentemente usada para obter confissões:

Um emigrante, por exemplo, testemunhou ter sido amarrado pelas suas mãos e pés por um mês e meio e surrado com um cinto, com os punhos ou botinas por períodos de duas ou três horas a cada dois ou três dias. Um outro foi detido em uma cela de um metro por oito metros em uma delegacia local e mantido em confinamento solitário por um período de cinco dias, marcado por duas sessões de espancamento até assinar sua confissão; ele foi levado ao quartel-general da “Sigurimi”, onde foi mais uma vez torturado e interrogado, apesar de sua prévia confissão, até seu julgamento de três dias de duração. Ainda uma outra testemunha foi confinada por mais de um ano em uma cela subterrânea de três metros quadrados. Durante este tempo, ele foi interrogado em intervalos irregulares e submetido a varias formas de tortura física e psicológica. Ele foi acorrentado a uma cadeira, espancado e submetido a choques elétricos. Mostraram a ele uma bala que supostamente era pra ele e disseram a ele que os motores de carros que ele ouvia levavam vítimas para a execução, a próxima das quais seria a dele.
"Existiam seis instituições para presos políticos e quatorze campos de trabalho forçado onde prisioneiros políticos e criminosos comuns trabalhavam juntos. Estima-se que havia aproximadamente 32 000 pessoas aprisionadas na Albânia em 1985."
O Artigo 47 do Código Criminal Albanês dizia que a “fuga para fora do Estado, assim como a recusa em retornar à pátria por uma pessoa que foi enviada para trabalhar ou teve permissão de viajar temporariamente para fora do Estado” constitui um crime de traição punível com uma sentença mínima de dez anos ou até mesmo a morte.

Uma cerca eletrificada de metal fica de 600 metros a um quilômetro da fronteira real. Qualquer pessoa que tocar a cerca, não só correrá o risco de eletrocussão, mas também acionará os alarmes e as sirenes que alertarão os guardas estacionados em intervalos de aproximadamente um quilômetro ao longo da cerca. Dois metros de solo em cada lado da cerca estão desmatados, a fim de que se cheque as pegadas de fugitivos ou de infiltradores. A área entre a cerca e a fronteira real está fechada com armadilhas como anéis de arame, produtores de ruídos consistindo de finos pedaços de tiras de metal atados a duas ripas de madeira com pedras em um recipiente de lata que fazem ruídos caso pisados e faróis que são ativados com o contato, iluminando os possíveis fugitivos durante a noite.
Cerca de 36.000 albaneses foram presos ou enviados a campos de internamento e outros 6.000 foram executados sob o regime stalinista entre 1944 e 1990, de acordo com o Instituto para a Integração de Ex-Presos Políticos da Albânia.

### Religião
A Albânia, sendo o estado mais predominantemente muçulmano na Europa devido à influência turca, identificava, assim como o Império Otomano, religiões com etnias. No Império Otomano muçulmanos eram vistos como “turcos”, ortodoxos orientais eram vistos como “gregos” e católicos como “latinos.” Hoxha via isto como um sério problema, achando que isto inflamava tanto aos separatistas gregos no Epiro Setentrional e quanto também dividia a nação de um modo geral. A Lei de Reforma Agrária de 1945 confiscou grande parte da propriedade da igreja no país. Os católicos foram a primeira comunidade religiosa a ser alvo, já que o Vaticano foi visto como um agente do Fascismo e do anticomunismo. Em 1946, a Ordem Jesuíta e em 1947 os Franciscanos foram banidos. O Decreto Nº. 743 (Sobre as Religiões) afetou uma igreja nacional e proibiu líderes religiosos de se associarem com potências estrangeiras.
O partido focou-se na educação ateísta nas escolas. Esta tática foi eficaz, principalmente devido à política de aumento da taxa de natalidade encorajada após a guerra. Durante períodos sagrados como o Ramadã ou a quaresma, muitos alimentos proibidos (laticínios, carne, etc.) foram distribuídos em escolas e fábricas e as pessoas que recusavam a comer tais comidas eram denunciadas. A partir de 6 de fevereiro de 1967, o Partido começou uma nova ofensiva contra as religiões. Hoxha, que havia declarado uma “Revolução Cultural e Ideológica” após ter sido parcialmente inspirado pela Revolução Cultural chinesa, encorajou estudantes e trabalhadores comunistas a usarem táticas mais enérgicas para promover o ateísmo, apesar do uso de violência ter sido inicialmente condenado.
De acordo com Hoxha, o surgimento de atividade antirreligiosa começou com a juventude. O resultado deste “movimento espontâneo, não provocado” foi o fechamento de 2,169 igrejas e mesquitas na Albânia. O ateísmo de estado se tornou a política oficial e a Albânia foi declarada o primeiro estado ateu do mundo. Nomes de vilas e cidades de inspiração religiosa foram mudados, tal como nomes pessoais. Durante este período, nomes de inspiração religiosa também foram declarados ilegais. O “Dicionário de Nomes do Povo”, publicado em 1982, continha 3 mil nomes seculares que eram permitidos. Em 1992, monsenhor Ivan Dias, o Núncio Papal para a Albânia nomeado pelo Papa João Paulo II, disse que dos trezentos padres católicos presentes na Albânia antes dos comunistas chegarem ao poder, apenas trinta sobreviveram. Toda prática religiosa e clerical foi banida e aquelas figuras religiosas que se recusassem a abrir mão de suas posições eram presas ou forçadas a se esconderem.

### Cultivando o nacionalismo
Enver Hoxha declarou durante a campanha antirreligiosa que “a única religião da Albânia é o albanismo”.
Muzafer Korkuti, uma das figuras dominantes na arqueologia albanesa, hoje diretor do Instituto de Arqueologia em Tirana disse em uma entrevista no dia 10 de julho de 2002:

A arqueologia é parte da política que o Partido no poder tem e isso era compreendido melhor do que qualquer outra coisa por Enver Hoxha. O folclore e a arqueologia eram respeitados porque eles são os indicadores da nação e um Partido que mostra respeito pela identidade nacional é ouvido pelas outras pessoas, por melhor ou pior que seja. Enver Hoxha fez isso, assim como fez Hitler. Na Alemanha nos anos de 1930 houve um aumento nos estudos e línguas dos Bálcãs e isto também foi parte do nacionalismo.
Esforços foram concentrados na continuidade da questão ilírio-albanesa e em propagar a história da Grécia Antiga como sendo albanesa.
A origem ilíria dos albaneses (sem que fossem negadas suas raízes “pelasgas”) continuaram a ter um papel significativo no nacionalismo albanês, o que resultava em um ressurgimento de nomes supostamente de origem “ilíria”, em detrimento de nomes associados com o cristianismo. No começo, os escritores nacionalistas albaneses optaram pelos pelasgos como os antepassados dos albaneses, mas conforme esta forma de nacionalismo florescia na Albânia sob o comando de Enver Hoxha, os pelasgos se tornaram um elemento secundário em relação à teoria ilíria das origens albanesas, que poderia ter algum apoio de estudiosos. A teoria da ascendência ilíria logo se tornou um dos pilares do nacionalismo albanês, especialmente por poder fornecer alguma evidência de presença albanesa tanto no Kosovo quanto na Albânia Meridional, i.e., áreas que foram sujeitas a conflitos étnicos entre albaneses, sérvios e gregos. Sob o governo de Enver Hoxha, uma etnogênese autóctone foi promovida e antropólogos físicos tentaram demonstrar que os albaneses eram diferentes de quaisquer outros povos indo-europeus — uma teoria já refutada. Arqueólogos albaneses da era comunista alegavam que as polis, os deuses, as ideias, a cultura e as personalidades importantes da Grécia Antiga eram completamente ilírios (Pirro do Epiro e a região do Epiro, por exemplo). Eles alegavam que os ilírios eram o povo mais antigo nos Bálcãs e aumentaram em muito a idade do idioma ilírio. Esta prática continua na Albânia pós-comunista e se espalhou para o Kosovo. Estas teorias nacionalistas sobreviveram, em grande parte intactas, até os dias atuais.

## Anos finais

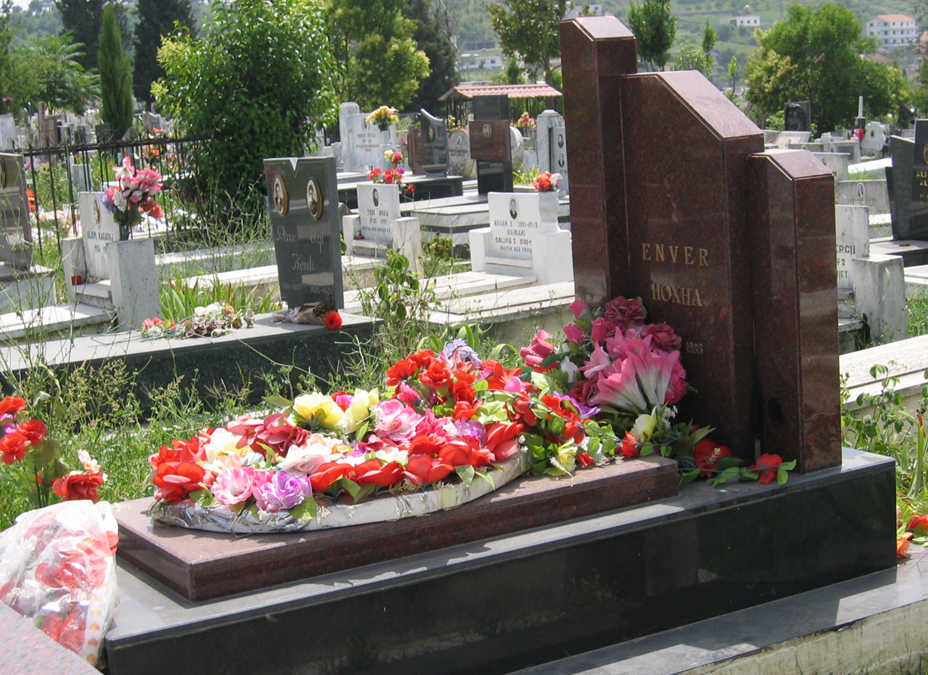
Hoxha foi exumado em 1992 e reinumado informalmente. A foto mostra seu segundo túmulo.

Uma nova constituição foi decidida pelo Sétimo Congresso do Partido Trabalhista da Albânia do dia 1 ao dia 7 de novembro de 1976. De acordo com Hoxha “A antiga Constituição foi a Constituição da construção das fundações do socialismo, enquanto a nova Constituição será a Constituição da construção completa de uma sociedade socialista”. A autoconfiança agora era afirmada mais do que nunca. Os cidadãos foram encorajados a obterem treinamento no uso de armas e esta atividade também era ensinada em escolas. A intenção disto era encorajar a criação de partisans. Empréstimos e investimentos estrangeiros foram banidos de acordo com o Artigo 26 da Constituição, que dizia: “A outorga de concessões e a criação de companhias econômicas e financeiras estrangeiras, bem como outras instituições ou tais formadas em conjunto com monopólios e estados burgueses e capitalistas e estados revisionistas, tal como a obtenção de créditos deles está proibida na República Popular Socialista da Albânia”.

País nenhum, grande ou pequeno, pode construir o socialismo aceitando créditos e auxílio da burguesia e dos revisionistas, nem integrando sua economia ao sistema mundial de economias capitalistas. Qualquer ligação da economia de um país socialista com a economia de países burgueses ou revisionistas abre as portas para as ações das leis econômicas do capitalismo e para a degeneração da ordem socialista. Este é o caminho da traição e da restauração do capitalismo, que os grupos revisionistas seguiram e estão seguindo.— Enver Hoxha
A Albânia era muito pobre e atrasada para os padrões europeus e possuía o padrão de vida mais baixo da Europa. Como resultado da autossuficiência, a Albânia tinha uma dívida externa minúscula. Em 1983, a Albânia importou bens no valor de US$ 280 milhões, mas exportou bens no valor de US$ 290 milhões, produzindo um superávit comercial de US$ 10 milhões.
Em 1981, Hoxha ordenou a execução de muitos oficiais do partido e do governo em um novo expurgo. Foi comunicado que o primeiro-ministro Mehmet Shehu havia cometido suicídio em dezembro de 1981 e foi subsequentemente condenado como um “traidor” da Albânia e acusado de estar trabalhando com várias agências de inteligência. Acredita-se em geral que ele foi assassinado ou atirou contra si mesmo durante uma briga pelo poder ou devido a diferenças a respeito de política externa com Hoxha. Hoxha também escreveu uma grande quantidade de livros durante este período, resultando em mais de 65 volumes de obras completas, concentrados em seis volumes de obras selecionadas.
Posteriormente, Hoxha se retirou em aposentadoria parcial, devido à saúde debilitada após ter sofrido um ataque cardíaco em 1973 do qual nunca se recuperou completamente. Ele passou a maior parte das funções de estado para Ramiz Alia. Passou seus dias finais confinado em uma cadeira de rodas, sofria de diabetes (diagnosticada em 1948) e das sequelas de uma isquemia cerebral sofrida em 1983.
A morte de Hoxha, no dia 11 de abril de 1985, deixou para a Albânia um legado de isolamento e medo do mundo externo. Apesar de alguns progressos econômicos alcançados por seu governo, a economia do país estava estagnada. A Albânia foi o país mais pobre da Europa durante grande parte do período da Guerra Fria. No começo do século XXI, sobrava muito pouco do legado de Hoxha, após a transição da Albânia para o capitalismo, iniciada em 1992.
Os albaneses estão hoje divididos sobre o legado de Hoxha: 42% classificam favoravelmente o governo de Enver Hoxha e 45% classificam-no negativamente de acordo com um inquérito da OSCE de 2016.

## Família
O sobrenome “Hoxha” é a variante albanesa da palavra turca Hoca ou Hodja, um título dado aos seus ancestrais devido aos seus esforços em converter a população albanesa ao islã. Hysen Hoxha ([hyˈsɛn ˈhɔdʒa]) que era tio de Enver Hoxha, foi um militante que fez uma forte campanha pela independência albanesa, que aconteceu quando Enver tinha quatro anos de idade. O filho de Enver Hoxha, Sokol Hoxha, era o CEO do Serviço de Correios e Telecomunicações da Albânia e é casado com Liliana Hoxha.

## Obras
- Discursos (1961–1962). Editora '8 Nëntori', Tirana 1977.
- Discursos e artigos (1963–1964). Ed. '8 Nëntori', Tirana 1977.
- Discursos, conversas e artigos (1965–1966). Ed. '8 Nëntori', Tirana 1977.
- Discursos, conversas e artigos (1967–1968). Editora '8 Nëntori', Tirana 1978.
- Discursos, conversas e artigos (1969–1970). Ed. '8 Nëntori', Tirana 1980.
- Obras Selecionadas. Seis Volumes, Ed. '8 Nëntori', Tirana 1974–1987.
- Reflexões sobre a China. Dois Volumes, Ed. '8 Nëntori', Tirana 1979.
- Dois Povos Amigos. Ed. '8 Nëntori', Tirana 1985.
- As Superpotências. Ed. '8 Nëntori', Tirana 1986.